# Avon (Maine)
Avon es un municipio ubicado en el condado de Franklin, Maine, Estados Unidos. Tiene una población estimada, a mediados de 2021, de 455 habitantes.

## Geografía
La localidad está ubicada en las coordenadas 44°46′37″N 70°18′29″O / 44.77694, -70.30806. Según la Oficina del Censo de los Estados Unidos, tiene una superficie total de 107.85 km², de la cual 107.19 km² corresponden a tierra firme y 0.66 km² están cubiertos de agua.

## Demografía
Según el censo de 2020, en ese momento había 450 personas residiendo en la localidad. La densidad de población era de 4.2 hab./km². El 94.67% de los habitantes eran blancos, el 0.44% eran afroamericanos, el 0.44% eran de otras razas y el 4.44% eran de una mezcla de razas. Del total de la población, el 0.67% eran hispanos o latinos de cualquier raza.